# Brunnen am Graben (Weimar)

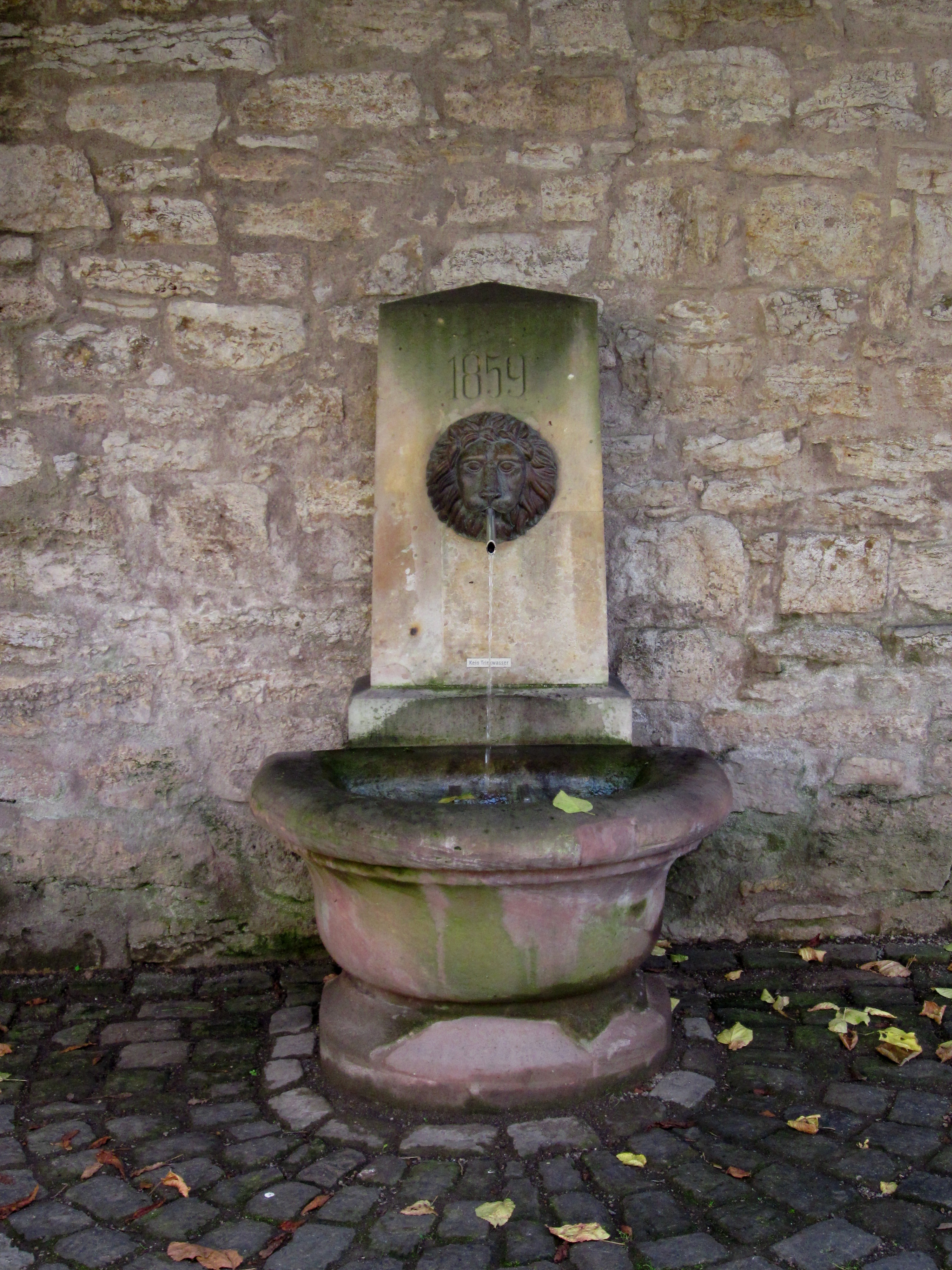
Stadtmauerbrunnen am Graben neben dem Kasseturm

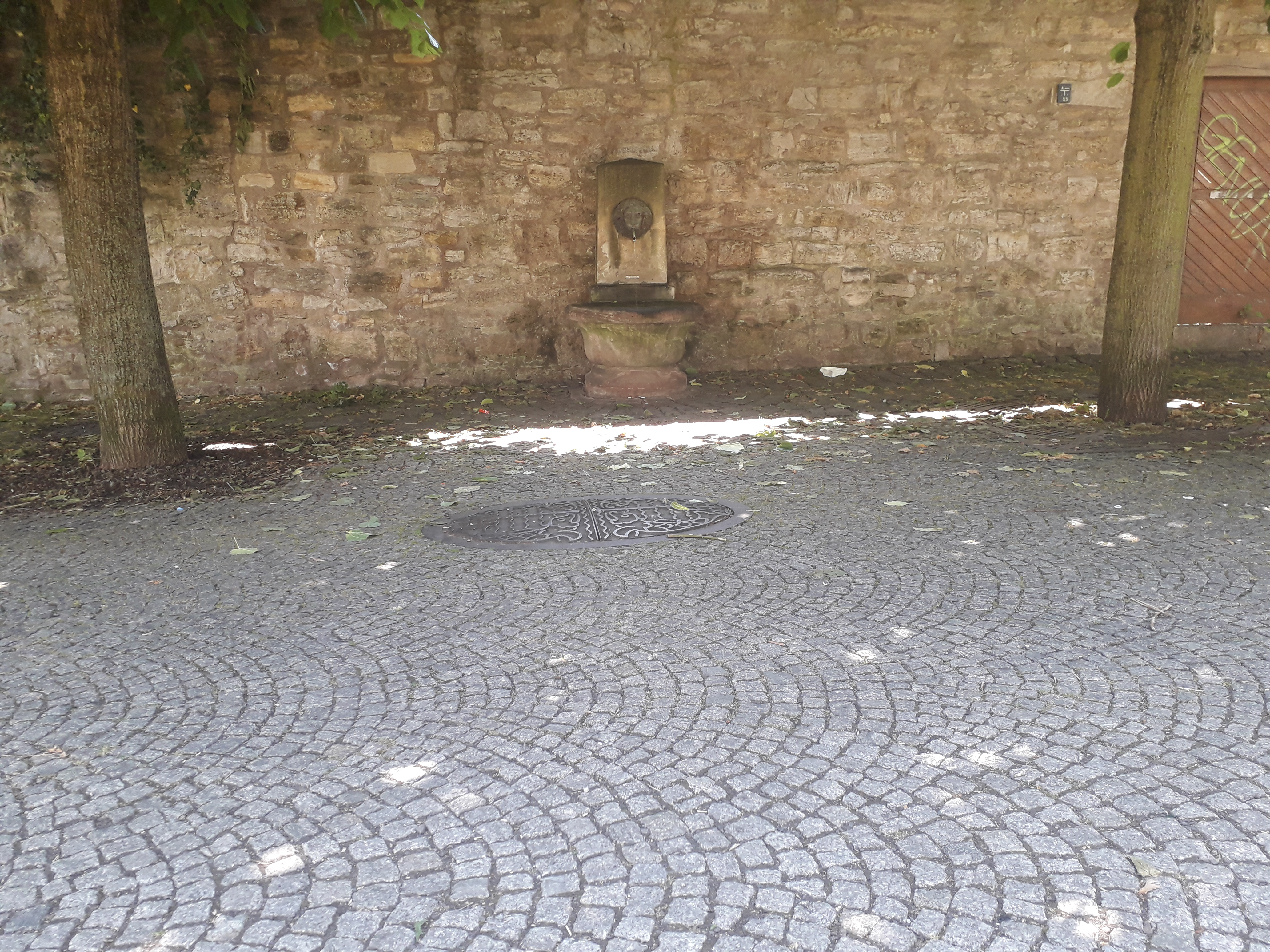
Kanaldeckel vor dem Brunnen am Graben in Weimar

Links neben dem Kasseturm in Weimar am Böhlau-Haus (Stadtarchiv) steht ein Brunnen, der als Stadtmauerbrunnen oder als Brunnen am Graben früher einen anderen Standort hatte und Bankstraßenbrunnen hieß, weil er in der Bankstraße, heute Bettina-von Arnim-Straße am Jägerhaus, stand. Der Graben ist ein denkmalgeschützter Straßenzug.
Der Brunnen ist an die Röhrenfahrt angeschlossen, die vom Rabenwäldchen ihr Wasser erhält. Das Brunnenbecken ist geschwungen. An der Brunnensäule in Form eines Obelisken mit dem Löwenkopf (der nicht das Original ist) ist über dem Ausguss die Jahreszahl 1859 angegeben. Es ist das Todesjahr von Maria Pawlowna, die einige Brunnen der Stadt gestiftet hatte, die von dem Berkaer Steinmetzmeister Carl Dornberger ausgeführt wurden. Dieser Brunnen ist laut Hans-Joachim Leithner auch ein Werk Dornbergers, was aber nicht gesichert ist. Vermutlich soll die Jahreszahl darauf verweisen. Dass Maria Pawlowna selbst den Brunnen stiftete, ist überdies eher unwahrscheinlich. Über seine Entstehungsgeschichte ist wenig bekannt. Er ist einer der noch relativ zahlreichen Brunnen in Weimar. Im Jahr 1998 wurde er restauriert und an diesem Standort an der Stadtmauer aufgestellt. Er besteht aus Berkaer Buntsandstein.